# دانييل فرنانديز (لاعب كرة قدم)
دانييل فرنانديز (بالإنجليزية: Dani Fernández) (و. 1983  م) هو لاعب كرة قدم، من إسبانيا، ولد في برشلونة، يلعب كمُدَافِع.

## روابط خارجية
- دانييل فرنانديز على موقع اتحاد أوكرانيا (الإنجليزية)
- دانييل فرنانديز على موقع قاعدة بيانات كرة القدم.إي يو (الإنجليزية)
- دانييل فرنانديز على موقع Soccerway.com (الإنجليزية)
- دانييل فرنانديز على موقع AS.com (الإسبانية)